# Dzwon (Dolina Kobylańska)
Dzwon – turnia w Dolinie Kobylańskiej na Wyżynie Olkuskiej, w miejscowości Kobylany, w gminie Zabierzów, powiecie krakowskim, województwie małopolskim. Znajduje się w dolnej, południowej części doliny, w jej orograficznie lewych zboczach.
Dzwon znajduje się w lesie, w górnej części zboczy doliny, pomiędzy Żabim Koniem a Postrzępioną Turnią. Zbudowany jest z wapieni i ma postać krótkiego skalnego muru o wysokości 12 m. Ma ściany lite, pionowe lub przewieszone.

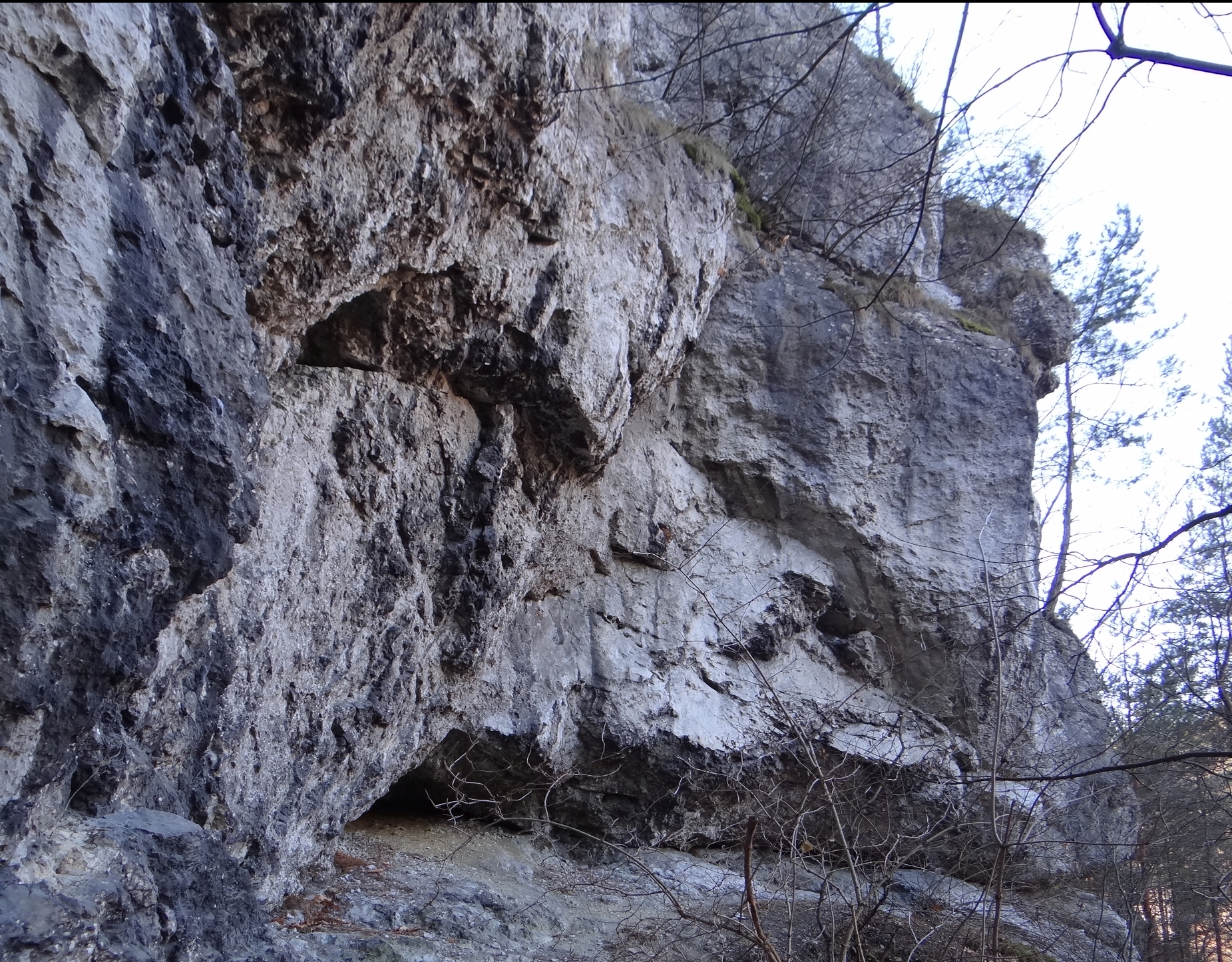
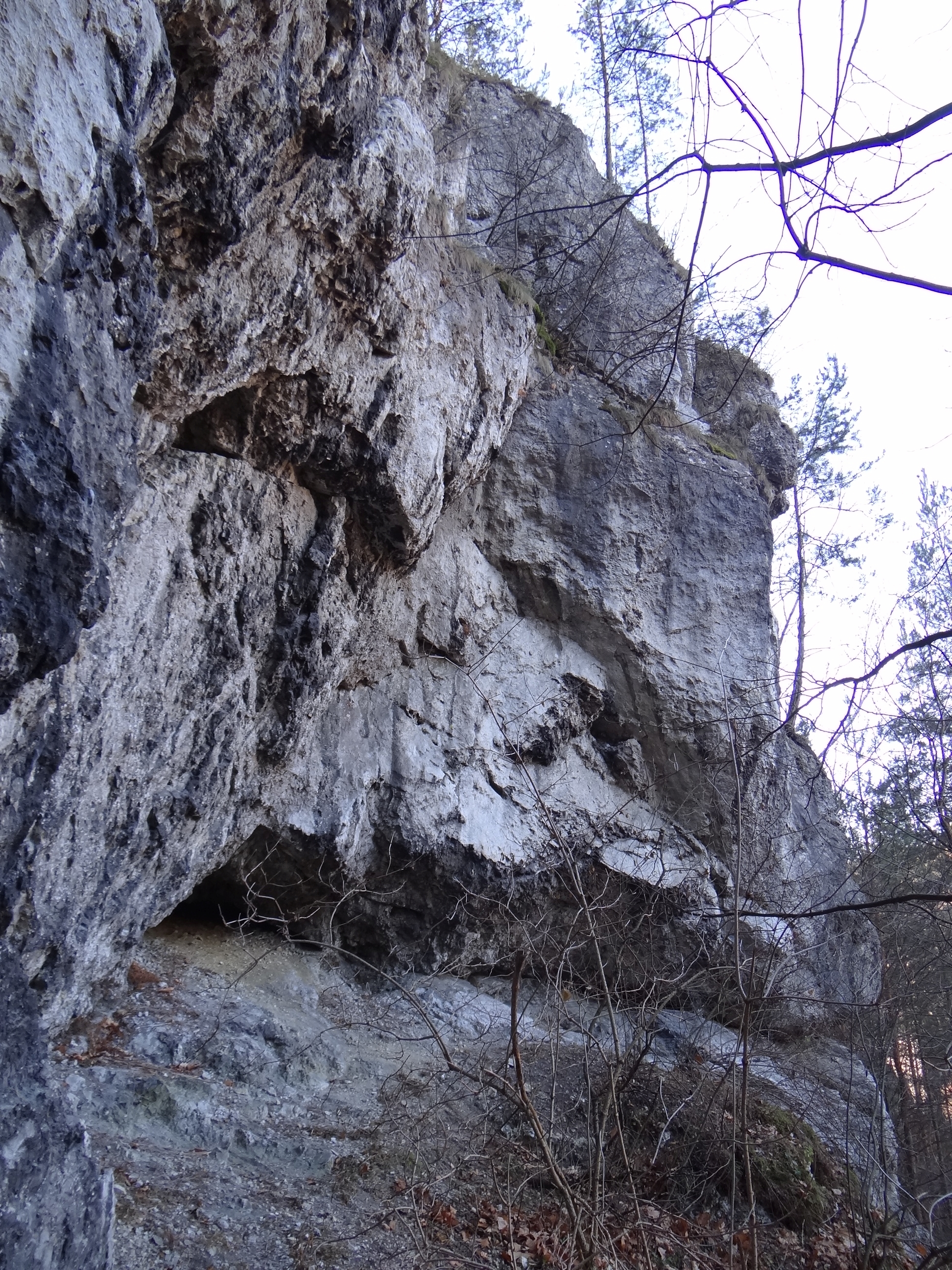
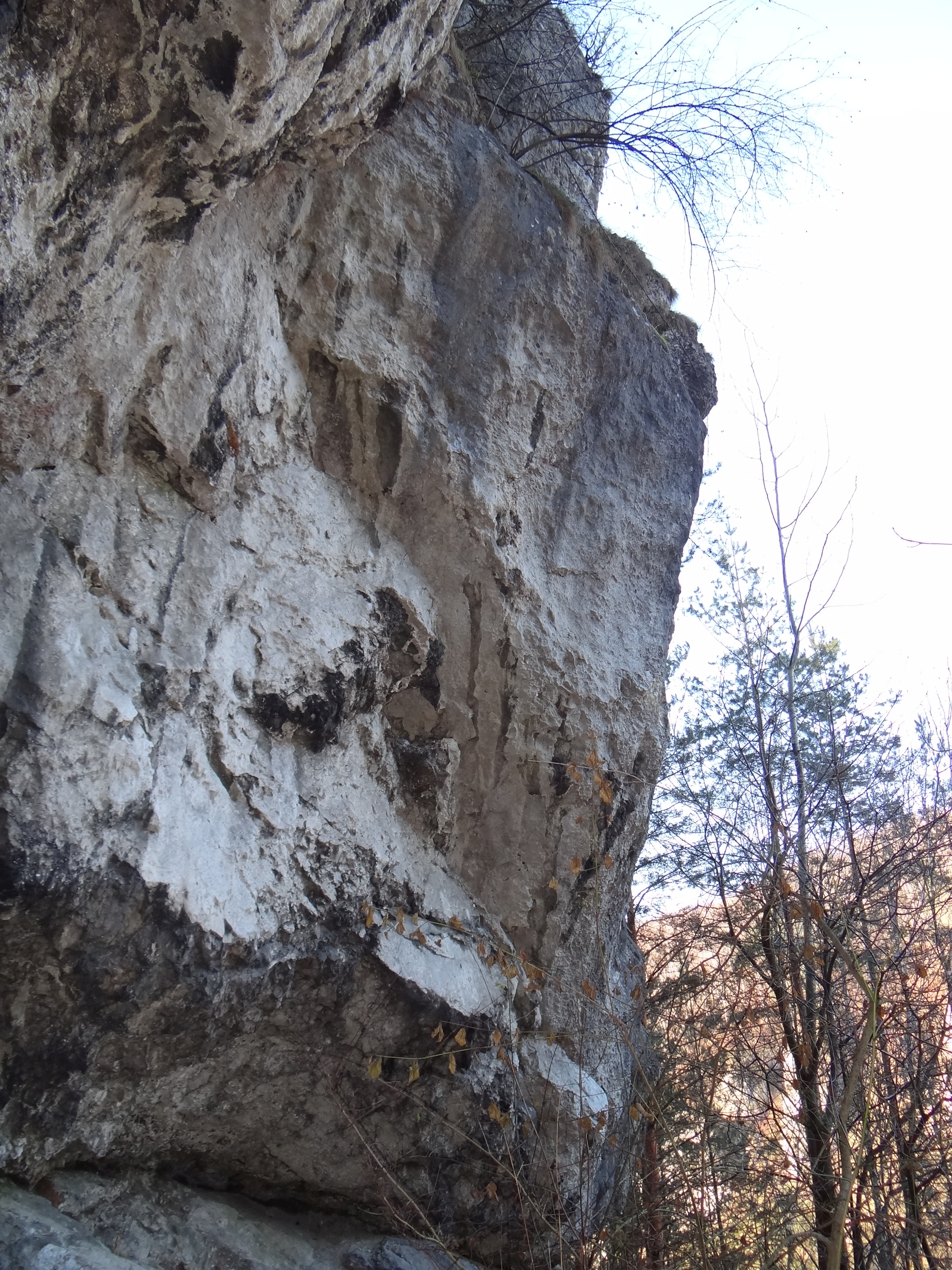
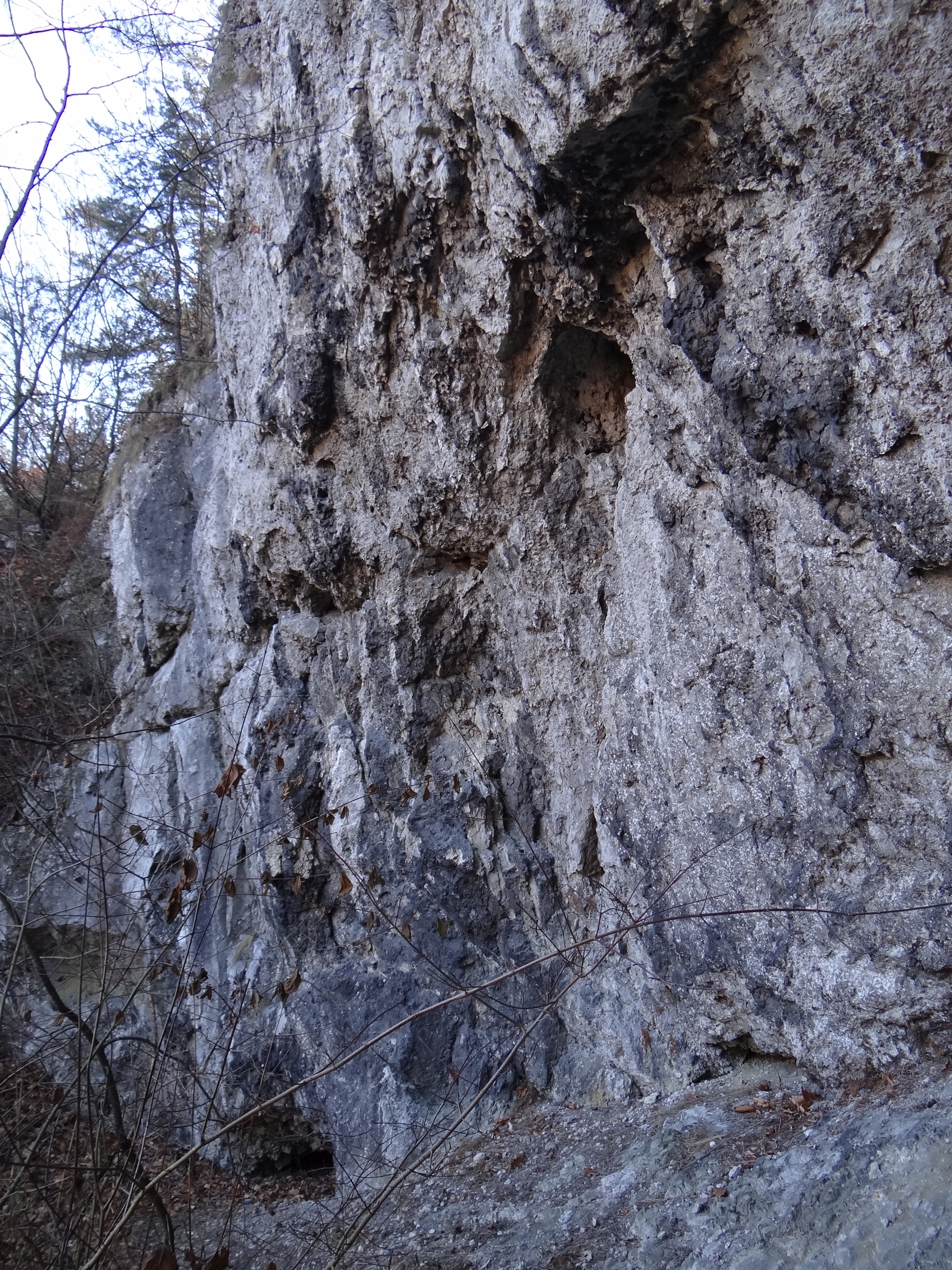
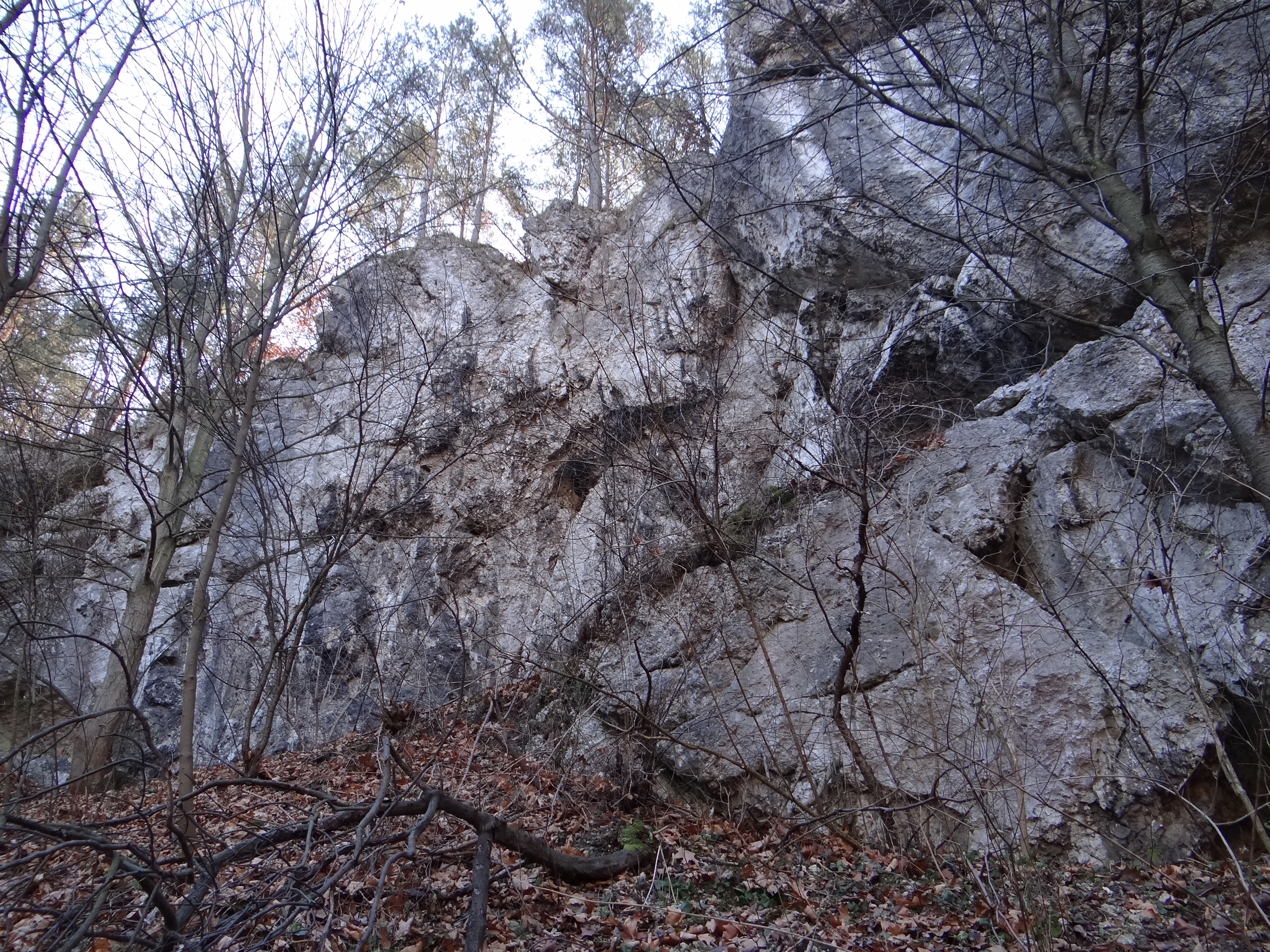

## Drogi wspinaczkowe
Na Dzwonie jest 12 dróg wspinaczkowych o trudności od V- do VI.4+ w skali polskiej. Wśród wspinaczy skałkowych są mało popularne. Mają zamontowane stałe punkty asekuracyjne: ringi (r) i ring zjazdowy (rz).

Dzwon I
1. Przejście w czasie; 4r + rz, VI.2/2+, 13 m
2. Poławiacz dusz; 5r + rz, VI.4+, 13 m
3. W królestwie umierającego słońca; 4r + rz, VI.3+, 13 m
4. Jajo węża; 4r + rz, VI.1+, 13 m
5. Komu bije dzwon; V-, 14 m

Dzwon II
1. Off the ground; 4r + rz, VI.3+, 12 m
2. Szpek zawiotki; 5r + rz, VI.4+, 12 m
3. Bukaciarnia; 3r + rz, VI.3+, 11 m
4. Guzik z pętelką; 3r + rz, VI.2+, 11 m

Dzwon III
1. Kryptofisie; 5r, VI.1+, 12 m
2. Kyposzczony z lasu; 5r + rz, VI.2+, 12 m
3. Nuda Mantyłło; 5r, VI.4+, 12 m[3].

## Jaskinie i schroniska
W skale Dzwon i w skałkach obok niego znajduje się kilka jaskiń i schronisk: Korytarz pod Dzwonem, Okap pod Dzwonem, Okap poniżej Dzwonu, Okap z Krzakiem (w skałce obok Dzwonu), Schron obok Dzwonu, Schronisko Przechodnie, Schronisko przy Przechodnim (w skałce obok Dzwonu).